# North American Soccer League (1983)
North American Soccer League 1983 – 16. sezon NASL, ligi zawodowej znajdującej się na najwyższym szczeblu rozgrywek w Stanach Zjednoczonych i Kanadzie. Finał Soccer Bowl został rozegrany 1 października 1983 roku. Soccer Bowl zdobyła drużyna Tulsa Roughnecks.

## Rozgrywki
W rozgrywkach NASL w sezonie 1983 udział wzięły 12 zespołów. Z rozgrywek wycofały się: Edmonton Drillers, Jacksonville Tea Men i Portland Timbers, a dołączyła Team America, a San Jose Earthquakes zmienił nazwę na Golden Bay Earthquakes. Vancouver Whitecaps mimo wygrania największej liczby meczów w sezonie zasadniczym znów nie go wygrał z powodu systemu punktacji w rozgrywkach NASL.

## Sezon zasadniczy
W = Wygrane, P = Porażki, GZ = Gole strzelone, GS = Gole stracone, PKT = Liczba zdobytych punktów
Punktacja:
- 6 punktów za zwycięstwo
- 4 punkty za zwycięstwo po rzutach karnych
- 1 punkt każdy za gol zdobyty w trzech meczach
- 0 punktów za porażkę[1]

| Eastern Division | W  | P  | GZ | GS | PKT |
| ---------------- | -- | -- | -- | -- | --- |
| New York Cosmos  | 22 | 8  | 87 | 49 | 194 |
| Chicago Sting    | 15 | 15 | 66 | 73 | 147 |
| Toronto Blizzard | 16 | 14 | 51 | 48 | 135 |
| Montreal Manic   | 12 | 18 | 58 | 71 | 124 |

| Southern Division        | W  | P  | GZ | GS | PKT |
| ------------------------ | -- | -- | -- | -- | --- |
| Tulsa Roughnecks         | 17 | 13 | 56 | 49 | 145 |
| Fort Lauderdale Strikers | 14 | 16 | 60 | 63 | 136 |
| Tampa Bay Rowdies        | 7  | 23 | 48 | 87 | 83  |
| Team America             | 10 | 20 | 33 | 54 | 79  |

| Western Division       | W  | P  | GZ | GS | PKT |
| ---------------------- | -- | -- | -- | -- | --- |
| Vancouver Whitecaps    | 24 | 6  | 63 | 34 | 187 |
| Golden Bay Earthquakes | 20 | 10 | 71 | 54 | 169 |
| Seattle Sounders       | 12 | 18 | 62 | 61 | 119 |
| San Diego Sockers      | 11 | 19 | 53 | 65 | 106 |

| Awans do playoff         |
| Mistrz rundy zasadniczej |

## Drużyna gwiazd sezonu
| Pozycja | Pierwsza drużyna                            | Druga drużyna                       | Wyróżnienia                             |
| ------- | ------------------------------------------- | ----------------------------------- | --------------------------------------- |
| BR      | Jan van Beveren (Fort Lauderdale Strikers)  | Tino Lettieri (Vancouver Whitecaps) | brak                                    |
| OB      | David Watson (Vancouver Whitecaps)          | Ray Evans (Seattle Sounders)        | Dave Huson (Chicago Sting)              |
| OB      | Franz Beckenbauer (New York Cosmos)         | Bruce Wilson (Toronto Blizzard)     | Bruce Miller (Fort Lauderdale Strikers) |
| OB      | Andranik Eskandarian (New York Cosmos)      | Frantz Mathieu (Montreal Manic)     | Gregg Thompson (Tampa Bay Rowdies)      |
| OB      | Barry Wallace (Tulsa Roughnecks)            | Cho Young-jeung (Chicago Sting)     | brak                                    |
| PO      | Vladislav Bogićević (New York Cosmos)       | Karl-Heinz Granitza (Chicago Sting) | Ray Hudson (Fort Lauderdale Strikers)   |
| PO      | Stanisław Terlecki (Golden Bay Earthquakes) | Steve Daley (Seattle Sounders)      | brak                                    |
| PO      | Frans Thijssen (Vancouver Whitecaps)        | Kazimierz Deyna (San Diego Sockers) | brak                                    |
| NA      | Roberto Cabañas (New York Cosmos)           | Giorgio Chinaglia (New York Cosmos) | brak                                    |
| NA      | Steve Zungul (Golden Bay Earthquakes)       | Ricardo Alonso (Chicago Sting)      | brak                                    |
| NA      | Pato Margetic (Chicago Sting)               | David Byrne (Toronto Blizzard)      | brak                                    |

## Playoff

### Ćwierćfinały
| Drużyna 1              | Vs | Drużyna 2                | Pierwszy mecz | Drugi mecz   | Trzeci mecz |                                                                  |
| ---------------------- | -- | ------------------------ | ------------- | ------------ | ----------- | ---------------------------------------------------------------- |
| New York Cosmos        | -  | Montreal Manic           | 2:4           | 0:1 (k. 2-3) | x           | 6 września – 17,202 • 12 września – 20,726                       |
| Tulsa Roughnecks       | -  | Fort Lauderdale Strikers | 3:2 (OT)      | 4:2          | x           | 6 września – 7,826 • 10 września – 8,873                         |
| Golden Bay Earthquakes | -  | Chicago Sting            | 6:1           | 0:1          | 5:2         | 7 września – 16,572 • 12 września – 5,852 • 14 września – 17,361 |
| Vancouver Whitecaps    | -  | Toronto Blizzard         | 1:0           | 3:4          | 0:1         | 8 września – 22,015 • 12 września – 7,958 • 15 września – 24,545 |

### Półfinały
| Drużyna 1              | Vs | Drużyna 2        | Pierwszy mecz | Drugi mecz | Trzeci mecz |                                                                    |
| ---------------------- | -- | ---------------- | ------------- | ---------- | ----------- | ------------------------------------------------------------------ |
| Tulsa Roughnecks       | -  | Montreal Manic   | 2:1 (k. ?–?)  | 0:1        | 3:0         | 18 września – 10,625 • 26 września – 16,185 • 28 września – 18,090 |
| Golden Bay Earthquakes | -  | Toronto Blizzard | 0:1 (k. 3-5)  | 0:2        | x           | 17 września – 19,027 • 22 września – 15,556                        |

### Soccer Bowl 1983
| 1 października 1983 | Tulsa Roughnecks · Pesa 55:36' · Futcher 61:37' | 2:0 | Toronto Blizzard | BC Place Stadium, Vancouver Widzów: 53 326 Sędzia: Ed Bellion |
|                     |                                                 |     |                  |                                                               |

| North American Soccer League 1983 Zwycięzcy |
| ------------------------------------------- |
| Tulsa Roughnecks 1. Tytuł                   |

## Nagrody
- MVP: Roberto Cabanas (New York Cosmos)
- Trener Roku: Don Popovic (Golden Bay Earthquakes)
- Odkrycie Roku: Gregg Thompson (Tampa Bay Rowdies)
- Piłkarz Roku Ameryki Północnej: Tino Lettieri (Vancouver Whitecaps)[5]
- MPV Soccer Bowl: Njego Pesa (Tulsa Roughnecks)[3]